# Toppersgöl
Toppersgöl är en sjö i Nybro kommun i Småland och ingår i Alsterån-Snärjebäckens kustområde.